# Borbo cinnara
Borbo cinnara is een vlinder uit de familie van de dikkopjes (Hesperiidae). De wetenschappelijke naam van de soort is voor het eerst geldig gepubliceerd in 1866 door Alfred Russel Wallace.